# Insect Conservation and Diversity
Insect Conservation and Diversity – międzynarodowe, recenzowane czasopismo naukowe publikujące w dziedzinie entomologii.
Pismo wydawane jest przez Royal Entomological Society of London i ukazuje się raz na trzy miesiące. Tematyką obejmuje ochronę i bioróżnorodność stawonogów, w szczególności ich zoogeografię, wpływ zmian klimatycznych na ich rozmieszczenie, genetykę ochronną, bioróżnorodność globalną oraz politykę w zakresie ochrony i jej długoterminowe planowanie i wdrażanie.
W 2015 impact factor pisma wynosił 2,174. W 2014 zajęło 11 miejsce w rankingu ISI Journal Citation Reports w dziedzinie entomologii.